# Валбона
Валбона (алб. Valbona) — річка на півночі Албанії.
Витік річки знаходиться в горах Проклетіє поблизу кордону з Чорногорією.
Вальбона протікає, в основному, через муніципалітет Маргегай (гірські села Валбона, Драгобі і Шошань), потім повертається на південь поблизу міста Байрам-Цуррі, а далі на південний захід до витоку в річку Дрин.
Це одна з найчистіших річок в країні. В долині річки організована заповідна зона.